# اودا هیده‌ناری
اودا هیده‌ناری (به ژاپنی: 織田秀成) (مرگ ۱۳ اکتبر، ۱۵۷۴) یک سامورایی در دوره سنگوکو و برادر کوچکتر اودا نوبوناگا بود. وی در طی محاصره‌های ناگاشیما کشته شد.

## خانواده
- پدر: اودا نوبوهیده (۱۵۱۰–۱۵۵۱)
- برادران
  - اودا نوبوهیرو (مرگ ۱۵۷۴)
  - اودا نوبوناگا (۱۵۸۲–۱۵۳۴)
  - اودا نوبویوکی (۱۵۵۷–۱۵۳۶)
  - اودا نوبوهارو (۱۵۷۰–۱۵۴۵)
  - اودا ناگاماسو (۱۶۲۲–۱۵۴۸)
  - اودا نوبوکانه (۱۶۱۴–۱۵۴۸)
  - اودا نوبوتوکی (مرگ ۱۵۵۶)
  - اودا هیده‌تاکا (مرگ ۱۵۵۵)
  - اودا نوبوترو
  - اودا ناگاتوشی
- خواهران:
  - اوایچی (۱۵۸۳–۱۵۴۷)
  - اواینو (مرگ ۱۵۸۲)